# أدب مصري حديث

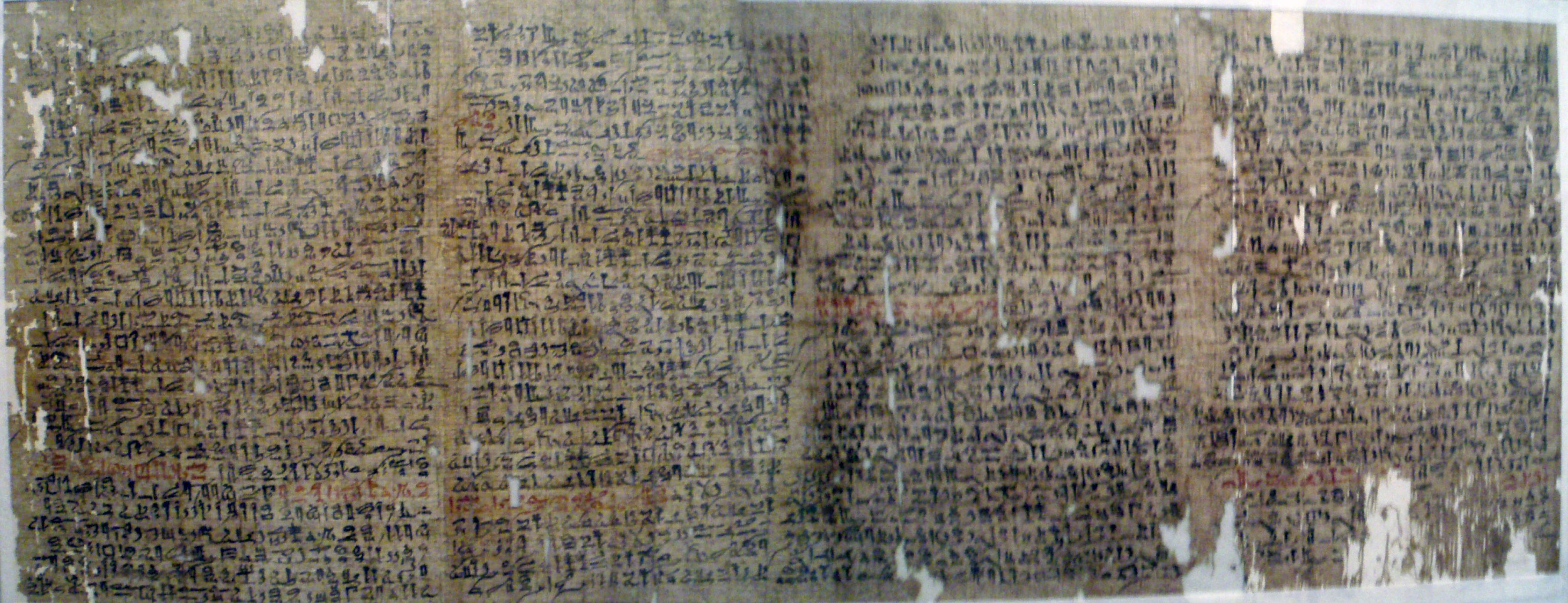

الأدب المصري من الآداب القديمة وتعتبر مصر بوابة الثقافة الإسلامية في العصر الحديث من بداية القرن التاسع عشر في الأدب المصري بأنواعه حيث نهض الأدب فيها وظهرت في مصر المدارس الأدبية التي كانت فقدانها وانهيار الشعر وكانت هذه المدرسة علي يد الشاعر محمود سامي البارودي وكان من تلاميذه أمير الشعراء أحمد شوقي وشاعر النيل حافظ إبراهيم والشاعر المناضل عبد العزيز مصلوح وتعددت المدارس بعد ذلك فمنها مدرسة الديوان وأنشأها الشعراء عبد الرحمن شكري وإبراهيم عبد القادر المازني وعباس محمود العقاد ثم مدرسة أبولو التي أسسها الشاعر أحمد زكي أبو شادي وإبراهيم ناجي وعلي محمود طه ويوجد غيرها من المدارس وقد ظهرت فنون أخرى من الأدب لم تكن موجودة من قبل مثل المقالة على أيدي الكتاب المصريين في الصحف ومن أشهرهم المنفلوطي والعقاد ومحمد حسين هيكل وطه حسين أما فن الخطابة فكان للشيوخ والزعماء المصريين دور كبير من أجل القضايا الثائرة في مصر والوطن العربي من فقر وغلاء والاستعمار الأجنبي وأشهرهم الشيخ محمد عبده والزعيم مصطفى كامل والشاعر المناضل عبد العزيز مصلوح.
كان إدوار خراط كاتبا بارزا من جيل الستينات، وأسس مجلة أدبية اسمها جاليري 68 ورفعت هذه المجلة صوت الكتاب الرائدين آنذاك.
أما فن القصة في الأدب المصري لم يكن بهذا الشكل فقد كان يوجد ما يسمي بالمقامات فقد كان أول من خطا بهذا الفن خطوة واسعة هو محمد المويلحي نحو فن الرواية بأصولها التي نعرفها اليوم وانقطعت بعده المحاولات الجادة لتطوير هذا الفن إلى أن أصدر محمد حسين هيكل روايته الأولى زينب، ومصطفى لطفي المنفلوطي الذي نقل الروايات الفرنسية مترجمة بأسلوب ممتع ثم بدأت النهضة ومن الذين أسهموا فيها نجيب محفوظ ومحمد عبد الحليم عبد الله أما القصة لم بتكامل شكلها إلا بعد الرواية بسنوات ويعزى فضل الريادة إلى محمد تيمور ومن أشهر أعلامها محمود تيمور وتوفيق يوسف عواد.
نشأ المسرح التمثيلي في مصر في أوائل القرن العشرين على يد وافدين شوام، أمثال أبوخليل القباني وعزيز عيد وجورج أبيض عمل معهم وواصل مسيرتهم مصريون مثل نجيب الريحاني ويوسف وهبي الذين شكلوا فرقاً مسرحية قدمت أعمالاً ممصرة مبنية على المسرح الأوروبي (الفرنسي غالباً). كما وجد رواد في التأليف من أمثال يعقوب صنوع، تلاه محمود تيمور وإبراهيم رمزي يكتبون مسرحيات، وصولاً إلى توفيق الحكيم.
وهذا جزء من دور مصر في الشعر والأدب ونهضته وتميزت مصر في شتى أنواع الشعر الإسلامي ومن أشهر شعراؤه محمود غنيم وأحمد محرم والشاعر عبد العزيز مصلوح وغيرهم والشعر الوطني والرومانسي وغيره ويذكر أن الأديب طه حسين لقب بعميد الأدب العربي وحصل الأديب نجيب محفوظ على جائزة نوبل في الأدب وهذا هو دور الأدباء والشعراء المصريين وما زالت مصر بوابة للثقافة العربية ويوجد في مصر مجمع اللغة العربية في القاهرة الذي يقوم بوضع كلمات جديدة أو يعرب أو يشتق من الكلمات القديمة لتساير اللغة ركب الحضارة السريع كما يقوم بإصدار آخر ما تم التوصل إليه في قواعد النحو والصرف.